# Nimal Siripala de Silva
Nimal Siripala de Silva, né le 6 septembre 1944 à Badulla, est un homme politique sri-lankais. Il est chef de l'opposition en 2015 puis ministre des Transports de 2015 à 2018.